# Callweaver
Callweaver es una aplicación para la instalación de centrales telefónicas (PBX) desarrollada bajo el modelo de software libre. Es una derivación de Asterisk. Se mantiene como un proyecto comunitario, independiente y multiplataforma. El proyecto es conocido formalmente como OpenPBX. En este momento soporta telefonía analógica y digital, multiprotocolo, fax, repuesta de voz interactiva, conferencia y manejo de colas.

## Características
- Multiplataforma (GNU/Linux, FreeBSD, NetBSD, OpenBSD, MacOS X/Darwin, Open/Solaris).
- Conectividad PSTN (FXS/FXO, ISDN, PRI, E1, T1).
- Multiprotocolo sobre IP (H.323, IAX2, MGCP and SIP and SCCP).
- Soporte STUN para comunicaciones.
- Llamadas cifradas usando TCP/TLS y SRTP support for SIP.
- Estándar T.38 para el envío de Fax sobre IP.
- IVR (Respuesta de Voz Interactiva)
- Conferencia

- Datos: Q4035745